# Northwestern Purple football 1875-1892
Nelle stagioni che vanno dal 1875 al 1892, i Northwestern Purple football, rappresentanti la Northwestern University, hanno disputato varie gare, pur non affrontando avversari in diverse stagioni. Nell'arco di tempo indicato, non si conosce, se vi fu, l'allenatore della squadra.

## 1875
A seguito del crescente interesse, i ragazzi frequentanti la Northwestern University, scesero in campo il 22 febbraio 1976 a Chicago contro il Chicago Football Club per una gara esibizione. La gara usualmente viene conteggiata nella stagione precedente, quella del 1875, in quanto giocata prima dell'autunno.
| 02-22-1876           | vs. Chicago Football Club* | Chicago, IL | L 0-3 |
| *Gare non-conference |                            |             |       |

## 1876-1881
Dopo la prima gara esibizione, il football venne giocato a Northwestern solo come sport intramurale. Non vi furono gare con altri istituti.

## 1882
| 11-11-1882           | at Lake Forest* | Lake Forest | L 0-1 |
| 11-18-1882           | Lake Forest*    | Evanston    | W 1-0 |
| *Gare non-conference |                 |             |       |

## 1883-1887
Lo storico Larry LaTourette sostiene che Northwestern non disputò gare in queste stagioni, tuttavia risulta una gara contro la Harvard Prep School del 30 ottobre 1886.
| 10-30-1886           | Harvard Prep School* | Evanston | L 4-32 |
| *Gare non-conference |                      |          |        |

## 1888
| 11-22-1888           | Chicago West Division HS* | Evanston    | W 16-6 |
| 11-24-1888           | at Lake Forest*           | Lake Forest | L 4-18 |
| 12-01-1888           | Lake Forest*              | Evanston    | W 12-6 |
| *Gare non-conference |                           |             |        |

## 1889
| 1889                 | at Northwestern Alumni*              |          | L 0-25 |
| 11-09-1889           | Evanston HS*                         | Evanston | W 18-4 |
| 11-14-1889           | Notre Dame*                          | Evanston | L 0-9  |
| 11-23-1889           | at Chicago University Football Club* | Chicago  | L 0-28 |
| 12-07-1889           | at Chicago Wanderers AC*             | Chicago  | W 22-0 |
| *Gare non-conference |                                      |          |        |

## 1890
| 1890                 | at Northwestern Alumni*              |           | L 0-24  |
| 10-10-1890           | Evanston HS*                         | Evanston  | W 16-4  |
| 10-22-1890           | Evanston HS*                         | Evanston  | W 18-0  |
| 11-01-1890           | at Chicago University Football Club* | Chicago   | L 6-26  |
| 11-06-1890           | Chicago South Division HS*           | Evanston  | T 0-0   |
| 11-22-1890           | Beloit*                              | Evanston  | W 22-6  |
| 11-27-1890           | at Wisconsin*                        | Milwaukee | W 22-10 |
| *Gare non-conference |                                      |           |         |

## 1891
| 09-30-1891           | Evanston HS*    | Evanston    | W 8-0   |
| 10-17-1891           | at Lake Forest* | Chicago     | T 0-0   |
| 10-31-1891           | at Wisconsin*   | Milwaukee   | T 0-0   |
| 11-05-1891           | Chicago YMCA*   | Evanston    | W 22-0  |
| 11-14-1891           | at Beloit*      | Beloit      | T 12-12 |
| 11-21-1891           | at Lake Forest* | Lake Forest | L 0-20  |
| 11-26-1891           | at Wisconsin*   | Milwaukee   | L 0-40  |
| *Gare non-conference |                 |             |         |

## 1892
| 10-01-1892           | Chicago YMCA*   | Evanston    | W 16-0  |
| 10-12-1892           | at Illinois*    | Champaign   | T 16-16 |
| 10-15-1892           | Beloit*         | Evanston    | W 36-0  |
| 10-22-1892           | at Chicago*     | Chicago     | T 0-0   |
| 10-29-1892           | at Michigan*    | Chicago     | W 10-8  |
| 11-02-1892           | Chicago*        | Evanston    | W 6-4   |
| 11-08-1892           | at Minnesota*   | Minneapolis | L 12-18 |
| 11-12-1892           | at Lake Forest* | Lake Forest | W 18-0  |
| 11-19-1892           | Wisconsin*      | Evanston    | L 6-26  |
| 11-24-1892           | at Wisconsin*   | Milwaukee   | L 6-20  |
| *Gare non-conference |                 |             |         |